# Río Estarrún
El Estarrún es un curso de agua del norte de la península ibérica, afluente del Aragón. Discurre por el valle de Aísa, en la provincia española de Huesca.

## Descripción
El río Estarrún, tiene su origen en la cordillera de los Pirineos, cerca del puerto de Aísa. Tras descender en dirección norte-sur inclinándose algo hacia el suroeste, termina desembocando en el río Aragón cerca de Ascara. Aparece descrito en el séptimo volumen del Diccionario geográfico-estadístico-histórico de España y sus posesiones de Ultramar de Pascual Madoz de la siguiente manera:

ESTARUN: r. de la prov. de Huesca, part. jud. de Jaca; nace de una copiosa fuente en la cord. principal de los Pirineos cerca del puerto de Aisa, corre de N. á S. entre los dos estribos que forman el valle de este nombre, por espacio de 2 leg. hasta la v. de Aisa; aqui se inclina un poco al SO., deja á su izq. el l. de Esposa, á su der. el de Sinues, y sale del valle bañando las tierras de Sorlim y Ascara, donde desagua en el Aragon. Es fácil de vadearse si se atiende al caudal de aguas que lleva, pero dificil con relacion á la canal que describe y que forma un barranco casi siempre cortado; cria muchas y buenas truchas.
(Madoz, 1847, p. 590)

La cabecera del río, un tramo de 4,67 km, está protegida como reserva natural fluvial, dentro del parque natural de los Valles Occidentales. Perteneciente a la cuenca hidrográfica del Ebro, sus aguas acaban vertidas en el Mediterráneo.